# Emiliano Aguilera
Emiliano Aguilera Guerrero (* 11. Februar 2003 in Monterrey) ist ein mexikanischer Tennisspieler.

## Karriere
Aguilera spielte zwischen 2016 und 2021 knapp 100 Matches auf der ITF Junior Tour und erreichte auf der Tour der Junioren Platz 150. Aguilera studierte anschließend Sport an der Autonomen Universität Nuevo León. Er gewann 2021 und 2022 die Hochschulmeisterschaften von Mexiko.
Bei Profiturnieren trat Aguilera meist nur sporadisch an. Zweimal erreichte er bei einem Turnier der ITF Future Tour die zweite Runde, wodurch er jeweils einen Punkt für die Tennisweltrangliste sammeln konnte. Sein einziger Auftritt auf einer höher dotierten Ebene erfolgte Anfang 2024 in Acapulco, als er zunächst mit Manuel Sánchez in der Qualifikation des Doppelwettbewerbs verlor, dann aber als Lucky Loser ins Hauptfeld nachrückte. Sie schieden zum Auftakt gegen Gonzalo Escobar und Alexander Nedowessow aus.